# Punacris peruviana
Punacris peruviana är en insektsart som först beskrevs av Henri Saussure 1888.  Punacris peruviana ingår i släktet Punacris och familjen Tristiridae. Inga underarter finns listade i Catalogue of Life.